# Lissonota carinulata
Lissonota carinulata är en stekelart som beskrevs av Mao-Ling Sheng 2000. Lissonota carinulata ingår i släktet Lissonota och familjen brokparasitsteklar. Inga underarter finns listade i Catalogue of Life.